# Axel Boëthius
Carl Axel Boëthius (geboren am 18. Juli 1889 in Arvika; gestorben am 7. Mai 1969 in Rom) war ein schwedischer Klassischer Archäologe.
Axel Boëthius war der Sohn des Historikers Simon Boëthius und stammte aus einer Familie alter kirchlicher Gebundenheit in Schweden. Seine Schwester war die Kunsthistorikerin Gerda Boëthius. Er studierte an der Universität Uppsala, unterbrochen von Zeiten des Studiums an der Humboldt-Universität in Berlin. Zunächst lag sein Schwerpunkt auf den griechischen Altertumswissenschaften, doch wandte er sich später der Antike Italiens zu. 1914 machte er in Uppsala seinen Abschluss als Magister Artium, im selben Jahr folgte das philosophische Lizentiat. 1918 wurde er zum Dr. phil. promoviert.
Im Anschluss an die Promotion lehrte er als Lehrbeauftragter in Uppsala bis 1925 Klassische Altertumswissenschaften und Alte Geschichte. Während dieser Jahre nahm er von 1921 bis 1924 auch regelmäßig an den englischen Ausgrabungen in Mykene teil und unterrichtete an der British School at Athens. Zugleich war er in den Jahren 1923/24 Redakteur der 1911 (wieder-)gegründeten schwedischen Zeitung Svensk tidskrift.
1925 ernannte ihn der damalige Kronprinz von Schweden und begeisterte Amateurarchäologe Gustav VI. Adolf zum ersten Direktor des neu gegründeten Schwedischen Instituts in Rom, des Svenska Institutet i Rom. Um seiner neuen Stellung gerecht zu werden, führte er ab 1927 auch den Titel Professor. Unter seiner Leitung erlangte das Institut auf Grund seiner Forschungen eine hohe Reputation und Anerkennung. Unter anderem wurde zwischen 1930 und 1934 das latinische Ardea ausgegraben und erforscht. 1935 wurde Boëthius als Professor auf den Lehrstuhl für Archäologie an der Universität Göteborg berufen. Er bekleidete diese Stelle bis zur Emeritierung 1955 und war von 1946 bis 1951 auch Rektor der Universität.
Nach seiner Emeritierung lebte Boëthius in Rom. Dort veröffentlichte er 1960 sein Werk zur Domus Aurea, The Golden House of Nero, Frucht seiner Jerome Lectures, die er in Rom hielt. Mit John Bryan Ward-Perkins zusammen arbeitete er an der ambitionierten Pelican-Serie History of Art des Verlags Penguin Books, für die er den 1970 nach seinem Tod publizierten Bereich Etruskische Architektur bearbeitete. In einer zweiten Auflage 1978 wurde sein Beitrag als eigener Band unter dem Titel Etruscan and Early Roman Architecture veröffentlicht.
Boëthius war ein ausgewiesener Spezialist der etruskischen Archäologie, vor allem der etruskischen Architektur. Doch beherrschte er gleichermaßen die Archäologie der Römischen Campagna und die frührömische Architektur. Darüber hinaus veröffentlichte er mehrere Werke zur schwedischen und finnischen Geschichte.

## Mitgliedschaften und Ehrungen
- Mitglied der Pontificia Accademia Romana di Archeologia
- Mitglied der Kungliga Vetenskaps- och Vitterhetssamhället i Göteborg
- Mitglied der Kungliga Vitterhets Historie och Antikvitets Akademien
- Mitglied des Deutschen Archäologischen Instituts
- Korrespondierendes Mitglied der British Academy[1]

## Publikationen (Auswahl)
- Die Pythaïs. Studien zur Geschichte der Verbindungen zwischen Athen und Delphi. Almquist & Wiksells, Uppsala 1918 (zugleich Dissertation Uppsala).
- Der argivische Kalender. Almqvist & Wiksell, Uppsala 1922.
- De nya utgrävningarna i Rom. P.A. Norstedt, Stockholm 1931.
- Roman Architecture from its Classicistic to its Late Imperial Phase. Wettergren & Kerber, Göteborg 1941.
- Den romerska storstadens hyreshusarkitektur och dess bebyggelsegeografiska sammanhang. Elanders, Göteborg 1944.
- The Golden House of Nero. Some Aspects of Roman Architecture. University of Michigan Press, Ann Arbor (MI) 1960.
- mit Nils G. Sahlen: Etruscan Culture, Land and People: Archaeological Research and Studies Conducted in San Giovenale and its Environs by Members of the Swedish Institute in Rome. Columbia University Press, New York 1963.
- mit John B. Ward-Perkins: Etruscan and Roman Architecture. Penguin,  Baltimore 1970 (Pelican History of Art. Band 32); als Einzelband in 2. Auflage erschienen unter alleiniger Autorschaft und dem Titel: Etruscan and Early Roman architecture. Penguin Books, Harmondsworth 1978.